# Mascarenotus sauzieri
Il gufo di Mauritius (Mascarenotus sauzieri) era una specie di gufo endemica delle isole Mascarene. Si estinse in seguito all'arrivo degli Europei, che distrussero il suo habitat per far spazio alle coltivazioni di canna da zucchero. Gli ultimi esemplari furono avvistati nella prima metà del XIX secolo.